# Noah Gaudin
Noah Theo Anthony Gaudin (født 12. juni 1999 i Hameln, Tyskland) er en fransk håndboldspiller for danske Skjern Håndbold og Frankrigs landshold.
Han er født i Hameln da hans far, Christian Gaudin, var målmand i VfL Hameln fra 1997 til 1999.

## Spillerkarriere
Gaudin startede sin karriere i 2016-17-sæsonen for Sélestat AHB. I 2017 tog han til Pays d'Aix UC. Herfra blev han udlånt til Cesson Rennes Métropole HB i 2018-19-sæsonen.
I 2020 tog han til Danmark og SønderjyskE. I 2022 skiftede han til Skjern Håndbold.
I 2025 blev han den første franske herrespiller nogensinde, der blev indkaldt til det det franske landshold, mens han spillede i Danmark.